# Nabore e Felice
Nàbore (o Nabòrre) e Felice (morti a Laus Pompeia nel 303) furono due martiri cristiani, venerati dalla Chiesa cattolica.

## Agiografia
Nabore e Felice erano due berberi che giunsero a Milano come mercenari, in forza nell'esercito romano sotto l'imperatore Massimiano. Qui conobbero la fede cristiana e si convertirono, insieme al compagno d'armi Vittore.
Alcuni storici affermano che essi erano esponenti della nobile famiglia della gens Mauri; ma non è possibile verificare l'origine di questa asserzione.
Con la persecuzione contro i cristiani, nell'anno 303 venne ordinata un'epurazione dell'esercito e i tre soldati, secondo un racconto di Ambrogio da Milano, disertarono. Nabore e Felice vennero processati e condannati a morte per decapitazione presso Milano, ma la sentenza fu eseguita sulla sponda del Sillaro a Laus Pompeia, odierna Lodi Vecchio, dove già esisteva una numerosa comunità cristiana, allo scopo di terrorizzare la popolazione. Il giorno del loro martirio è ancora oggi il giorno della loro commemorazione liturgica.

La cappella dei Santi Nabore e Felice a Lodi Vecchio, eretta sul luogo del loro martirio

Questa vicenda si intreccia con quella di santa Savina, che si prese cura di Nabore e Felice, confortandoli in carcere prima della loro morte e poi nascondendone i corpi che successivamente portò a Milano.

## Culto

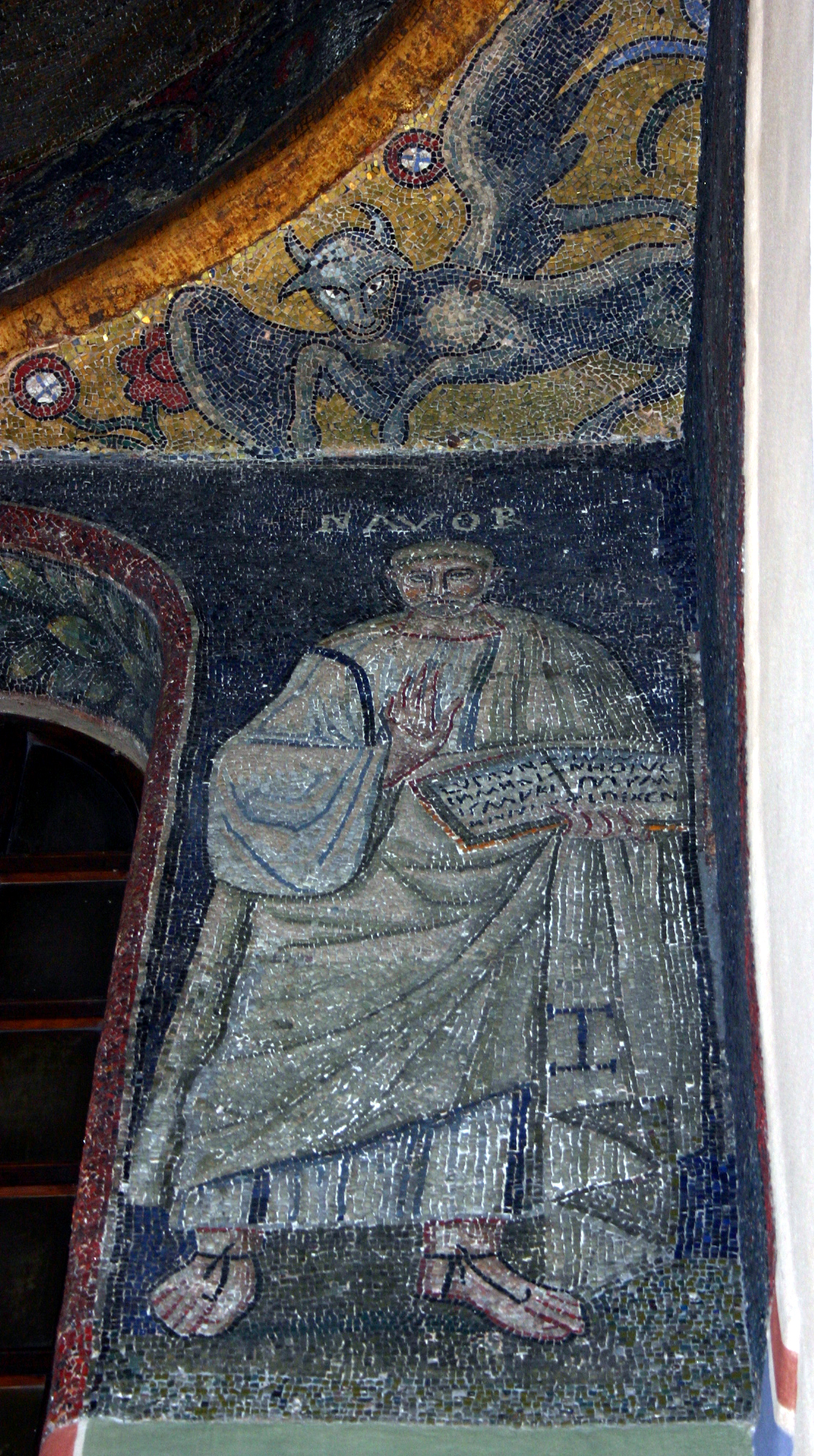
San Nabore. Mosaico del sec. IV in San Vittore in ciel d'oro a Milano.

Dopo la loro morte, i corpi di Nabore e Felice vennero riportati a Milano assieme a quello del compagno d'arme Vittore. Mentre però il corpo di quest'ultimo venne posto nella chiesa milanese di San Vittore in ciel d'oro, quelli di Felice e Nabore vennero posti nel 386 in una nuova basilica che prenderà il nome di “basilica di San Nabore”, o “naboriana”. Dopo il 1249, l'antica chiesa era ormai in piena decadenza e venne pertanto affidata al nuovo ordine religioso dei francescani, da poco giunti a Milano, perché ne rinnovassero completamente la struttura, restaurandola e rinvigorendo il culto dei martiri; fu costruito allora un edificio sacro più grande, che inglobò anche la piccola chiesa del convento francescano e che prese il nome di chiesa di San Francesco Grande. Nel 1396 il 12 luglio, giorno della festa dei due santi, divenne giorno di precetto per la città; il precetto sarà poi abolito su richiesta dell'imperatore Carlo V d'Asburgo nel 1537.
Nel 1258 i corpi dei due martiri vennero disposti nella nuova chiesa restaurata e nel 1472 si decise una nuova collocazione presso l'altare. Fu in questa stessa occasione che i due crani vennero divisi dal resto delle reliquie e posti in appositi reliquiari d'argento in forma di busto, esposti presso l'altare maggiore nelle feste solenni. Le reliquie dei due santi rimasero nella chiesa omonima sino alle soppressioni napoleoniche del 1799, che portarono alla chiusura del luogo di culto e al trasferimento delle reliquie all'interno della basilica di Sant'Ambrogio. Durante le operazioni di trasporto, però, andarono trafugati i due reliquiari contenenti i capi dei due santi. Essi vennero ritrovati solo nel 1959 presso Namur, in Belgio, nel negozio di un antiquario; vennero solennemente riportati a Milano, ricomponendo i corpi, e ciò fu l'occasione per un rilancio del loro culto, grazie all'allora arcivescovo di Milano Giovanni Battista Montini (futuro papa Paolo VI).

Il Martirologio Romano ricorda Nabore e Felice al 12 luglio: